# Incrostazione calcarea

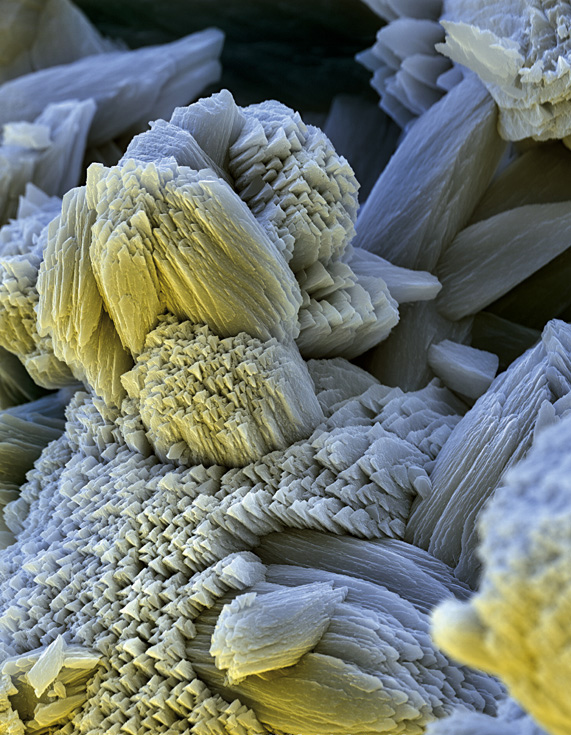
Incrostazione calcarea al microscopio elettronico, campo 64 x 90 µm)

Un'incrostazione calcarea è una patina dura, biancastra e gessosa che si deposita sulle superfici di elementi esposti al passaggio di acqua a contenuto calcareo, come ad esempio bollitori, resistenze per il riscaldamento dell'acqua, caldaie e impianti di riscaldamento che non subiscono una manutenzione accurata.
È spesso presente in tubature e zone di evaporazione di acqua dura. Oltre a comprometterne l'estetica, l'incrostazione calcarea può seriamente limitare o compromettere il funzionamento di specifici componenti.

## Origine
Il componente principale dell'incrostazione che si trova negli impianti di riscaldamento dell'acqua è il carbonato di calcio, presente in quantità significative nelle acque dure, che contengono ioni calcio e spesso anche ioni magnesio e altri tipi di bicarbonato.
Vi è un equilibrio tra il bicarbonato di calcio disciolto e il carbonato di calcio disciolto:
Ca2+ + 2HCO3− ⇋ Ca2+ + CO32− + CO2 + H2O
e tale equilibrio è determinato dal rapporto carbonato/bicarbonato e non dal calcio. Notare che il CO2 è disciolto nell'acqua.
Vi è anche un equilibrio tra il biossido di carbonio disciolto (dis) e gassoso (g):
CO2(dis) ⇋ CO2(g)
L'equilibrio del CO2 si sposta verso destra verso la frazione gassosa di CO2 quando sale la temperatura dell'acqua.
Quando si scalda l'acqua che contiene carbonato di calcio disciolto, il CO2 gassoso lascia l'acqua determinando uno spostamento verso destra dell'equilibrio fra carbonato e bicarbonato, aumentando la concentrazione di carbonato disciolto.
Aumentando la concentrazione di carbonato, il carbonato di calcio precipita sotto forma di sale:
Ca2+ + CO32− ⇋ CaCO3.
Aggiungendo acqua fredda contenente carbonato e bicarbonato di calcio e scaldandola, viene rilasciato altro CO2 gassoso, aumenta la concentrazione di carbonato e precipita altro carbonato di calcio.

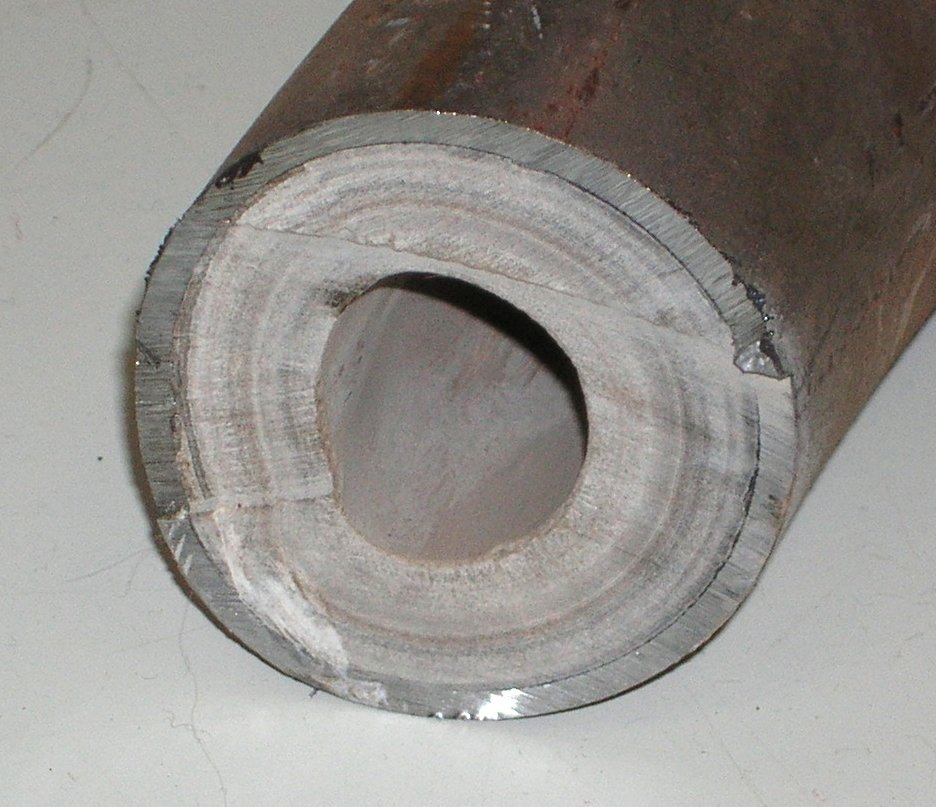
L'incrostazione di calcare in una tubazione riduce il flusso di liquido e contemporaneamente la conducibilità termica verso l'esterno. Se il tubo deve scambiare calore, entrambi i fattori ridurranno l'efficienza termica dell'elemento

## Prevenzione e rimozione
Per prevenire le incrostazioni si deve ricorrere all'addolcimento dell'acqua.
Per rimuovere le incrostazioni si usano le formulazioni cosiddette anticalcare. Tipicamente sono dei composti acidi come l'acido cloridrico che reagiscono con la parte alcalina dell'incrostazione, producendo anidride carbonica e un sale solubile.
Gli acidi forti usati per rimuovere le incrostazioni possono essere pericolosi per gli occhi e la pelle. È necessario inoltre evitare di combinare questi acidi con altre sostanze chimiche che potrebbero reagire producendo gas nocivi o reazioni violente.
Gli acidi utilizzati per disincrostare sono l'acido citrico, l'acido glicolico, l'acido cloridrico, l'acido fosforico, l'acido ammidosolfonico, l'acido acetico e l'acido formico.